# Женская сборная Румынии по баскетболу 3×3
Женская сборная Румынии по баскетболу 3×3 представляет Румынию на международных соревнованиях по баскетболу 3×3. Управляющим органом является Федерация баскетбола Румынии.
По состоянию на 6 сентября 2024, женская сборная Румынии по баскетболу 3×3 занимает 22-е место в мировом рейтинге ФИБА женских сборных по баскетболу 3×3.

## Результаты выступлений
| Турнир                             | Золото | Серебро | Бронза | Всего |
| ---------------------------------- | ------ | ------- | ------ | ----- |
| Олимпийские игры                   | —      | —       | —      | —     |
| Чемпионат мира по баскетболу 3×3   | —      | —       | —      | —     |
| Чемпионат Европы по баскетболу 3x3 | 0      | 1       | 0      | 1     |
| Европейские игры                   | —      | —       | —      | —     |
| Итого                              | 0      | 1       | 0      | 1     |

### Летние Олимпийские игры
| Год        | Место          | Игры           | Победы         | Поражения      | Состав команды                                                   |
| ---------- | -------------- | -------------- | -------------- | -------------- | ---------------------------------------------------------------- |
| Токио 2020 | 7              | 7              | 1              | 6              | Клаудия Куич, Габриэла Мэргинян, Анкуца Стоэнеску, Соня Урсу-Ким |
| 2024       | не участвовали | не участвовали | не участвовали | не участвовали | не участвовали                                                   |

### Чемпионат мира по баскетболу 3x3
| Год            | Место          | Игры           | Победы         | Поражения      | Состав команды                                                        |
| -------------- | -------------- | -------------- | -------------- | -------------- | --------------------------------------------------------------------- |
| Афины 2012     | 17             | 5              | 2              | 3              | Chivu Alina Mihaela, Ionescu Andra, Marta Fodor, Anca Sipos           |
| Москва 2014    | 7              | 7              | 4              | 3              | Cristina Bigica, Andra Haas, Anca Sipos, Florina Stanici              |
| Гуанчжоу 2016  | 14             | 4              | 1              | 3              | Anda Boltașu, Marta Fodor, Andra Haas, Anca Sipos                     |
| 2017—2018      | не участвовали | не участвовали | не участвовали | не участвовали | не участвовали                                                        |
| Амстердам 2019 | 7              | 5              | 3              | 2              | Gabriela Irimia, Соня Урсу-Ким, Габриэла Мэргинян, Анкуца Стоэнеску   |
| Антверпен 2022 | 17             | 4              | 0              | 4              | Соня Урсу-Ким, Alina-Maria Podar, Анкуца Стоэнеску, Anamaria Vîrjoghe |
| Вена 2023      | 20             | 4              | 0              | 4              | Ecaterina Armanu, Teodora Manea, Alina-Maria Podar, Anamaria Vîrjoghe |

### Чемпионат Европы по баскетболу 3x3
| Год            | Место          | Игры           | Победы         | Поражения      | Состав команды                                                          |
| -------------- | -------------- | -------------- | -------------- | -------------- | ----------------------------------------------------------------------- |
| Бухарест 2014  | 6              | 4              | 2              | 2              | Alina Craciun, Andra Haas, Габриэла Мэргинян, Anca Sipos                |
| Бухарест 2016  | 2              | 5              | 3              | 2              | Andra Haas, Соня Урсу-Ким, Габриэла Мэргинян, Anca Sipos                |
| Амстердам 2017 | 10             | 2              | 0              | 2              | Andra Haas, Соня Урсу-Ким, Габриэла Мэргинян, Anca Sipos                |
| Бухарест 2018  | 5              | 3              | 2              | 1              | Gabriela Irimia, Соня Урсу-Ким, Габриэла Мэргинян, Анкуца Стоэнеску     |
| Дебрецен 2019  | 10             | 2              | 0              | 2              | Ruxandra-Diana Chis, Gabriela Irimia, Анкуца Стоэнеску, Alexandra Uiuiu |
| Париж 2021     | 8              | 3              | 1              | 2              | Bianca Fota, Anca Sipos, Florina Stanici, Анкуца Стоэнеску              |
| Грац 2022      | 12             | 2              | 0              | 2              | Biszak Boglárka, Teodora Manea, Alina-Maria Podar, Анкуца Стоэнеску     |
| 2023           | не участвовали | не участвовали | не участвовали | не участвовали | не участвовали                                                          |
| Вена 2024      | 12             | 2              | 0              | 2              | Nagy-Voica Bianca-Ioana, Maria Ferariu, Andreea Mititelu, Anca Sipos    |

### Европейские игры
| Год         | Место | Игры | Победы | Поражения | Состав команды                                                 |
| ----------- | ----- | ---- | ------ | --------- | -------------------------------------------------------------- |
| Баку 2015   | 10    | 4    | 2      | 2         | Andra Haas, Габриэла Мэргинян, Anca Şipoş, Соня Урсу-Ким       |
| Минск 2019  | 12    | 3    | 1      | 2         | Ruxandra Chiș, Andreea Lazăr, Elisabeth Pavel, Alexandra Uiuiu |
| Краков 2023 | 4     | 6    | 4      | 2         | Соня Урсу-Ким, Teodora Manea, Alina Podar, Anamaria Vîrjoghe   |